# Сабах
Сабах (малайск. Sabah / سابه; код: SBH) — губернаторство Малайзии, расположено в Восточной части Малайзии и является вторым по величине штатом. Также называется Negeri di bawah bayu, что означает «Страна ниже ветров». Когда Сабах был британской колонией, то назывался Британское Северное Борнео, позже получил статус штата Малайской Федерации.
На западе Сабах граничит с другим малайзийским штатом на острове Калимантан — Сараваком. На юге имеет границу с Индонезией. Административный центр — город Кота-Кинабалу. Губернатор — Шафи Апдал.
Филиппины претендуют на всю территорию Сабаха, поскольку она была обещана султаном Борнео султанату Сулу в 1703 году за военную поддержку.

## География
На севере Сабаха находится самая высокая точка страны — гора Кинабалу высотой 4095 метров. Северо-западные берега Сабаха омывает обширное Южно-Китайское море. Северо-восточные и юго-восточные берега омываются небольшими межостровными морями — Сулу и Сулавеси. Береговая линия Сабаха изрезана и образует ряд закрытых мелководных, удобных для плавания бухт. Среди них бухта Бруней на западе, Муруд на севере, Лабук и Дарвел — на востоке. Местами береговая линия принимает шхерный характер. У побережья морей Сулу и Сулавеси много отмелей, небольших островов и коралловых рифов, затрудняющих судоходство. Наиболее значительными островами являются: Себатик, который Сабах делит пополам с Индонезией, а также Банги, Джамбонган, Малавали, Тимбун-Мата, Бум-Бум. 

Округа Сабаха

Почти всё пространство Сабаха, за исключением узкой береговой кромки, занимает невысокое плоскогорье, переходящее на западе в горный хребет Крокер. В северной части этого хребта находится высочайшая вершина Малайзии и всей Юго-Восточной Азии — гора Кинабалу (4095 м).
Самая протяжённая и полноводная река Сабаха — Кинабатанган (560 км). В своём верхнем и среднем течении она протекает по узкой долине, перерезая центральную часть плоскогорья. Кинабатанган, а также Сегама, Лабук и Сугут текут с запада на восток и впадают в море Сулу. В Южно-Китайское море впадает только одна река — Падас. В районе дельты, при впадении в залив Бруней, от неё отделяется правый рукав Клиас, образуя низменный заболоченный остров.
Климат Сабаха экваториальный, постоянно жаркий и влажный. В горах климат становится более умеренным, а на большой высоте — прохладным. Количество годовых осадков варьируется от 3750 (на равнинах) до 5000 мм (в горах).

## История
В 1881 году Сабах оказался под протекторатом англичан и управлялся Компанией Британского Северного Борнео. В 1946 году была образована британская коронная колония Британское Северное Борнео. В 1963 году Сабах вошёл в состав Малайской Федерации.

## Административное деление
Штат делится на 5 районов:
| № | Округ              | Административный центр | Площадь, км² | Население, чел. (2006) |
| - | ------------------ | ---------------------- | ------------ | ---------------------- |
| 1 | Западный берег     | Кота-Кинабалу          | 7588         | 954 000                |
| 2 | Внутренняя область | Бофорт                 | 18 298       | 421 000                |
| 3 | Кудат              | Кудат                  | 4623         | 190 000                |
| 4 | Сандакан           | Сандакан               | 28 205       | 676 000                |
| 5 | Тавау              | Тавау                  | 14 905       | 757 000                |

## Население и этнический состав
Многие жители Сабаха имеют частично португальское происхождение. Распространены имена Фернандо, Гомес, Родригес. Сабахские фестивали иногда напоминают бразильские.
Население Сабаха составляет около двух с половиной миллионов, официально принято выделять 32 этнические группы. Наибольшая не-туземная этническая группа — китайцы, составляющие 20 % населения. Из местных этнических групп наибольшая — кадазан-дусун (около 25 % населения); далее идут баджо (15 %) и мурут (3 %).
Около 700 тыс. человек на Сабахе — филиппинцы, которые проникли сюда за счёт отсутствия строгого контроля за иммиграцией и охраны границы. Так как местное правительство не признаёт наличие в Сабахе нелегальных иммигрантов, филиппинцы уже укоренились, занимая рабочие места в строительстве и участвуя в коммерческой деятельности.
Малайский язык — общий для всех этнических групп, в Сабахе принят сабахский диалект, отличающийся интонациями и похожий по произношению на индонезийский язык. Широко распространён английский, китайский (севернокитайский и хакка). Кадазан-дусун, баджо, мурут и малые народы говорят на своих языках.

## Туризм

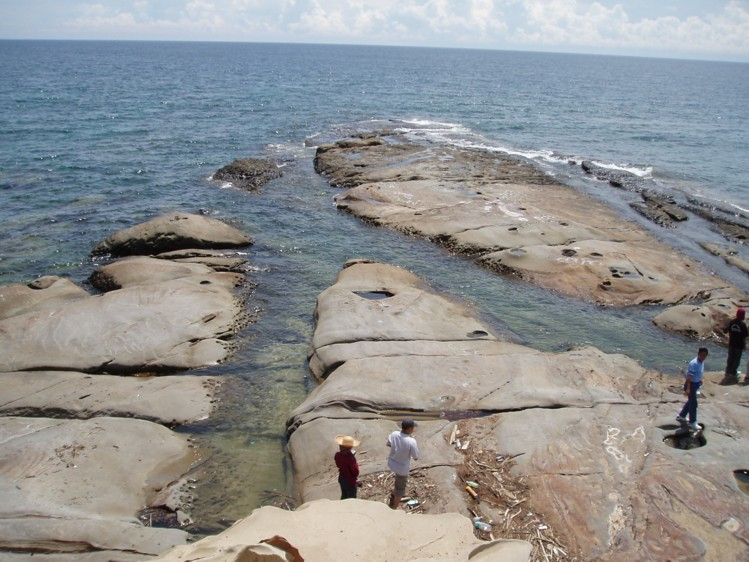
Северная оконечность острова Борнео

Туристы в Сабахе могут заниматься активными видами спорта, такими как альпинизм (популярно восхождение на гору Кинабалу), трекинг в национальных парках Кинабалу и Банджаран-Крокер, рафтинг по рекам Киулу и Падас, рыбалка, посещение пещер Гоматонг, дайвинг. Наиболее популярные места — к северу от Кота Кинабалу и рядом с Семпорной (острова Сипадан, Мабул, Капалай, Сибуан и другие). Помимо этого популярен этнографический туризм, посещение чайных плантаций, мангровых зарослей, культурологических деревень, круизы по островам Калимантана. Интересующиеся растительным и животным миром могут посетить центр реабилитации орангутанов в Сепилоке, центр исследований дождевых лесов и заповедник обезьян-носачей.
Также в штате проводится фестиваль Кааматан, оканчивающийся конкурсом красоты Unduk Ngadau.